# Rho Aquilae
ρ Aquilae (Rho Aquilae) ist ein +4,95 mag heller Stern des Spektraltyps A2 V. Der Stern befand sich bis im Jahr 1992 im Sternbild Adler (lat. Aquila). 1992 überschritt ρ Aquilae infolge seiner Eigenbewegung die Grenze zum Sternbild Delphin, so dass er zu den wenigen Sternen gehört, die nicht mehr in dem Sternbild stehen, in dem man sie aufgrund der Bayer-Bezeichnung vermuten würde.
Rho Aquilae ist etwa 154 Lichtjahre von der Erde entfernt. Seine absolute Helligkeit beträgt ca. +1,58 mag.